# FC de Chanzy
FC de Chanzy är en serie av den franska serietecknaren Félix Molinari. Serien publicerades i det franska magasinet Crampons åren 1986–1987. FC de Chanzy publicerades på svenska i serietidningen Buster åren 1987–1988.